# Berthold Viertel
Berthold Viertel est un écrivain, réalisateur et scénariste juif autrichien, né le 28 juin 1885 à Vienne (Autriche-Hongrie), ville où il est mort le 24 septembre 1953.
Il est le père de l'écrivain américain Peter Viertel.

## Biographie
Berthold Viertel était issu de la bourgeoisie cultivée juive de l'Empire austro-hongrois. Il fit connaissance de Karl Kraus et de Peter Altenberg et entra en 1910 à la revue littéraire de Kraus, Die Fackel.
Il devint ensuite metteur en scène, auteur de scénarios, et se rendit à Dresde, Berlin, Zurich, en Angleterre et aux États-Unis, notamment à New York où il monta des œuvres de Tennessee Williams. Il vécut aux États-Unis à Santa Monica dans les années 1930 et retourna en Europe après la guerre.
Il épousa en 1918 Salka Viertel, née Steuermann, d'une famille juive fortunée d'Europe centrale, dont il divorça en 1947 et qui lui donna trois fils, dont l'écrivain Peter Viertel. Il épousa en secondes noces l'actrice Elisabeth Neumann qui avait dû fuir l'Autriche à cause des lois raciales et vivait aux États-Unis.
Il est enterré au cimetière central de Vienne.

## Ouvrages
- 1913, Der Spur, poésies, Der jüngste Tag,  Kurt Wolff Verlag
- 1921, Die Bahn, poésies
- 1921, Karl Kraus. Ein Charakter und die Zeit
- 1925, Die schöne Seele, comédie
- 1941, Fürchte dich nicht, poésies, New York, Fles
- 1946, Der Leensverlauf, poésies, New York, Aurora Verlag

## Filmographie

### comme réalisateur
- 1922 : Ein Puppenheim
- 1923 : Nora
- 1925 : Die Perücke
- 1926 : Die Abenteuer eines Zehnmarkscheines
- 1929 : The One Woman Idea
- 1929 : Seven Faces
- 1930 : Man Trouble
- 1931 : The Spy
- 1931 : Die heilige Flamme
- 1931 : The Magnificent Lie
- 1932 : The Wiser Sex (en)
- 1932 : Le Revenant (The Man from Yesterday)
- 1934 : Little Friend
- 1935 : The Passing of the Third Floor Back
- 1936 : Rhodes of Africa

### comme scénariste
- 1921 : La Découverte d'un secret (Schloß Vogeloed)
- 1923 : Nora ou La Maison de poupée
- 1925 : Die Perücke
- 1928 : Les Quatre Diables (4 Devils)
- 1930 : L'Intruse (City Girl)
- 1931 : Die heilige Flamme
- 1934 : Little Friend